# Blauw-Wit in het seizoen 1966/67
Het seizoen 1966/1967 was het 13e jaar in het bestaan van de Amsterdamse betaaldvoetbalclub Blauw-Wit. De club kwam uit in de Eerste divisie en eindigde daarin op de 10e plaats. Tevens deed de club mee aan het toernooi om de KNVB beker, hierin werd in de halve finale, na verlenging, verloren van NAC (3–4).

## Wedstrijdstatistieken

### Eerste divisie
|       | Alkmaar '54 | FC Den Bosch/BVV | SC Cambuur | D.F.C. | DHC '66 | SC Drente | Eindhoven | De Graafschap | Heracles | Holland Sport | N.E.C. | RBC   | RCH   | SVV   | Velox | Vitesse | Volendam | De Volewijckers | FC Zaanstreek |
| ----- | ----------- | ---------------- | ---------- | ------ | ------- | --------- | --------- | ------------- | -------- | ------------- | ------ | ----- | ----- | ----- | ----- | ------- | -------- | --------------- | ------------- |
| Thuis | 0 – 1       | 1 – 1            | 2 – 0      | 2 – 0  | 2 – 2   | 2 – 0     | 1 – 1     | 2 – 1         | 1 – 1    | 0 – 3         | 0 – 1  | 1 – 2 | 0 – 0 | 2 – 2 | 1 – 0 | 0 – 0   | 1 – 2    | 1 – 0           | 0 – 1         |
| Uit   | 1 – 0       | 1 – 1            | 1 – 0      | 0 – 1  | 0 – 0   | 1 – 2     | 2 – 0     | 3 – 2         | 1 – 3    | 0 – 1         | 0 – 1  | 1 – 3 | 2 – 2 | 0 – 2 | 0 – 5 | 1 – 1   | 0 – 0    | 1 – 0           | 2 – 0         |

### KNVB beker
| 1e ronde                                        | Eindhoven                                                                       | 0 – 1 (0 – 0, 0 – 0) Na verlenging | Blauw-Wit                                     |
| 2 april 1967 Plaats: Eindhoven Aalsterweg       |                                                                                 |                                    | 95' Piet de Waal                              |
| 2e ronde                                        | FC Den Bosch/BVV                                                                | 1 – 2 (1 – 0)                      | Blauw-Wit                                     |
| 7 mei 1967 Plaats: 's-Hertogenbosch De Vliert   | Gerard van de Kerkhof 16'                                                       |                                    | 51' Piet Witschge 59' Jan Royé                |
| Kwartfinale                                     | Blauw-Wit                                                                       | 1 – 0 (0 – 0)                      | Heracles                                      |
| 18 mei 1967 Plaats: Amsterdam Olympisch Stadion | Koos de Groot 26'                                                               |                                    |                                               |
| Halve finale                                    | NAC                                                                             | 4 – 3 (2 – 1, 3 – 3) Na verlenging | Blauw-Wit                                     |
| 28 mei 1967 Plaats: Breda Beatrixstraat         | Jacques Visschers 20' Frans Bouwmeester 43' Ad Graaumans 85' Martin Snoeck 108' |                                    | 15' Jan Royé 70' Piet Witschge 80' Han Meijer |

## Statistieken Blauw-Wit 1966/1967

### Eindstand Blauw-Wit in de Nederlandse Eerste divisie 1966 / 1967
| Stand | Gespeeld | Gewonnen | Gelijk | Verloren | Punten | Doelpunten voor | Doelpunten tegen |
| ----- | -------- | -------- | ------ | -------- | ------ | --------------- | ---------------- |
| 10e   | 38       | 14       | 12     | 12       | 40     | 43              | 35               |

### Topscorers
| #                 | Naam               | Goal |
| ----------------- | ------------------ | ---- |
| 1.                | Co Meijer          | 11   |
| 2.                | Stevan Balov       | 6    |
| 2.                | Ruud Muskee        | 6    |
| 4.                | Ruud Geestman      | 5    |
| 5.                | Piet Witschge      | 3    |
| 6.                | Todor Grebenarević | 2    |
| 6.                | Henk Liotart       | 2    |
| 6.                | Erwin Sparendam    | 2    |
| 6.                | Piet de Waal       | 2    |
| 10.               | Koos de Groot      | 1    |
| 10.               | Theo de Jong       | 1    |
| 10.               | Nico Jonker        | 1    |
| Onbekend doelpunt |                    |      |
| –                 | Onbekend           | 1    |
| Totaal            | Totaal             | 43   |

| #      | Naam          | Goal |
| ------ | ------------- | ---- |
| 1.     | Jan Royé      | 2    |
| 1.     | Piet Witschge | 2    |
| 3.     | Koos de Groot | 1    |
| 3.     | Han Meijer    | 1    |
| 3.     | Piet de Waal  | 1    |
| Totaal | Totaal        | 7    |

## Voetnoten
Alkmaar '54 ·
Blauw-Wit ·
Cambuur ·
FC Den Bosch/BVV ·
D.F.C. ·
DHC '66 ·
SC Drente ·
Eindhoven ·
De Graafschap ·
Heracles ·
Holland Sport ·
N.E.C. ·
RBC ·
RCH ·
SVV ·
Velox ·
Vitesse ·
Volendam ·
De Volewijckers ·
FC Zaanstreek